# Simfonia núm. 6 (Mozart)
La Simfonia núm. 6 en fa major, K. 43, és una composició de Wolfgang Amadeus Mozart del 1767. D'acord amb la revisió del catàleg Köchel duta a terme pel musicòleg alemany Alfred Einstein el 1937, la simfonia va ser probablement iniciada a Viena i completada a Olomouc, un poble de Moràvia en què la família Mozart va fugir per escapar d'una epidèmia de verola a Viena; vegeu Mozart i la verola.
La simfonia consta de quatre moviments i és la primera simfonia de Mozart escrita en la tonalitat de fa major. La seva estrena va tenir lloc a Brno el 30 de desembre de 17671. L'autògraf de la partitura es conserva en la Biblioteka Jagiellońska (Universitat Jagellónica) de Cracòvia.
La simfonia va ser inclosa en un concert organitzat pel Comte de Schrattenbach, germà de l'Arquebisbe de Salzburg, interpretat per la família Mozart el 30 de desembre de 1767 a la Taverna de Brno. Un rector local recordava : " Vaig vaig anar a un concert musical en una casa de la ciutat coneguda com la "Taverna", en què un nen salzburguès d'onze anys i la seva germana de quinze, acompanyats per diversos instruments tocats per habitants de Brno, va aconseguir l'admiració de tothom".

## Instrumentació i estructura
La instrumentació està escrita per a dues flautes, dos oboès, dues trompes, fagot, corda i un teclat com a baix continu. Les flautes s'empren en el segon moviment en lloc dels oboès. Per primera vegada en una simfonia, Mozart usa dues parts de viola obligatòries.
L'estructura consta de quatre moviments:
1. Allegro moderato, en compàs 4/4.
2. Andante, en compàs 2/4.
3. Menuetto & Trio, en compàs 3/4.
4. Molto allegro, en compàs 6/8.

Es tracta de la primera simfonia de Mozart de quatre moviments. Introdueix un tercer moviment amb el minuet i el trio, una estructura comuna en moltes de les seves simfonies posteriors.
En el segon moviment, Andante, Mozart utilitza un tema de la primerenca òpera en llatí Apollo et Hyacinthus (K. 38), en la qual "els violins amb la sordina sonen sobre un pizzicato, de manera que secunden i divideixen a les violes, creant un efecte enlluernador".